# نقطه سرد ریزموج زمینه کیهانی

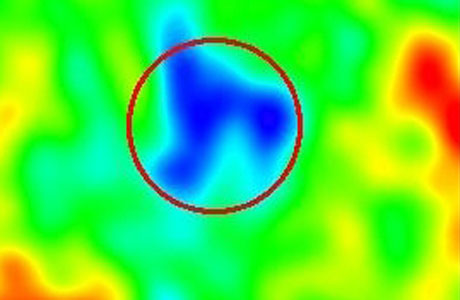
نقطه سرد.

نقطه سرد ریزموج زمینه کیهانی (انگلیسی: CMB cold spot) یک فضای خالی به مساحت ۱ میلیارد سال نوری است که ۶ تا ۱۰ میلیارد سال نوری از زمین فاصله دارد؛ این فضا عاری از ماده عادی و ماده تاریک است و هیچ نوع اشعه یا نور قابل تشخیصی را ساطع نمی‌کند.
ممکن است که میلیاردها جهان، درست در بیرون از جهان ما وجود داشته باشند. دانشمندان سالیان مدیدی به دنبال یک توضیح برای جسم تاریک در ریزموج زمینه کیهانی به جا مانده از مه‌بانگ یا همان انفجار بزرگ بوده‌اند. طیف وسیعی از توضیحات مختلف مطرح شده‌است اما دلیل اصلی احتمالاً ملموس و مفهوم نباشد. البته در واقع می‌تواند یک جهان موازی باشد.
این ناحیه (جسم تاریک) به‌طور مشخصی می‌تواند در نتیجهٔ برخورد دو جهان با یکدیگر باشد. این مدرک می‌تواند اولین مدرکی باشد که تاکنون برای فرضیهٔ چند جهانی ارائه شده‌است. فرضیه چند جهانی بر وجود میلیاردها جهان دیگر (برخی از آنها شبیه به جهان ما) درست در بیرون از جهانی که ما می‌توانیم مشاهده کنیم، در حال حرکت باشند.
ریزموج زمینه کیهانی تمام آسمان را پوشش می‌دهد و دانشمندان توانسته‌اند که نقشه‌ای از این تابش در سراسر جهان ترسیم کنند. این تابش تقریباً به‌طور یکنواختی توزیع شده و دارای دمای یکسانی است، اما در این بین، یک «نقطهٔ سرد» اساسی جلوه‌گری می‌کند.
تاکنون، پرطرفدارترین توضیح این بود که جسم تاریک در نتیجهٔ یک خلأ عظیم است. دانشمندان حالا این موضوع را اینگونه مطرح کرده‌اند: جایی که «نقطهٔ سرد» می‌تواند دیده شود، در واقع یک فضای عظیم مملوء از جهان‌های مختلف است.